# アベストコーポレーション
株式会社アベストコーポレーションは兵庫県神戸市中央区に本社を置くホテル事業を主とした株式会社。

## 概要
2003年（平成15年）に設立され、2020年（令和2年）4月現在様々な事業展開を行っている。ホテルコンサルティング事業を全国展開している。

## 主な事業
- ホテル事業（ビジネスホテル）
- シニア事業（高齢者専用賃貸住宅）
- ペット事業

## 運営・提携ホテル一覧
- 神戸ポートタワーホテル
- ホテルアベスト大須観音駅前
- ホテルアベスト長野駅前
- ホテルSUI銀座京橋byABEST
- ホテルアベスト目黒
- ホテルアベスト高知
- ホテルアベスト青森
- ホテルアベスト新安城駅前
- ホテルアベスト白馬リゾート
- ホテルアベスト八方Aldea
- ホテルアベスト那覇国際通り
- アベストCUBE那覇国際通り
- 白馬龍神温泉
- ホテルアベストグランデ岡山
- ホテルSUI神田byABEST
- ホテルSUI赤坂byABEST
- ホテルアベストグランデ高槻（2020年（令和2年）8月オープン）
- ホテルSUI神戸三宮 by ABEST
- ホテルアベスト札幌（2021年（令和3年）7月オープン）
- ホテルアベストグランデ京都清水（2021年（令和3年）7月オープン）